# Marka Gjoni
Marka Gjoni (* 1861 in Orosh, Albanien; † 1925 in Fan, Albanien) war ein albanischer Kapedan („Kapitän“) beziehungsweise Stammesführer der Mirditen. Nachdem sein Vorgänger Prenk Bib Doda ins Exil verbannt worden war, übernahm Marka Gjoni trotz anfänglicher Schwierigkeiten die faktische Führung der Mirditen. Mit dem Tod Dodas im Jahr 1913 wurde seine Rolle als Kapedan offiziell, die er bis zu seinem Ableben innehatte. Sein politisches Engagement während der Nationenbildung Albaniens prägte maßgeblich die Geschichte des Landes.

## Leben und Wirken

### Frühe Jahre und Aufstieg zur Führung
Marka Gjoni wurde 1861 als Mitglied der Familie Gjonmarkaj, der Herrscherfamilie der Mirditen, in Orosh, Albanien (damals Osmanisches Reich) geboren. Zunächst spielte er keine führende Rolle, da bis 1881 Prenk Bib Doda der Kapedan der Mirditen war. Nachdem aber Prenk Bib Doda aufgrund seiner Beteiligung an der Liga von Prizren von den osmanischen Autoritäten zunehmend als Unterstützer der albanischen Unabhängigkeit betrachtet und deshalb 1881 nach Konstamun, Türkei ins Exil gebracht worden war, wurde Marka Gjoni zu seinem Nachfolger.
Als Marka Gjoni die Führung des Hauses Gjonmarkaj und somit auch der Mirditen übernahm, war er von starker Armut betroffen. Aufgrund dessen konnte er seine Rolle nicht erfüllen und zog sich nach Nderfande, einem Dorf in der Nähe des heutigen Rrëshen, zurück, um dort seinen Lebensunterhalt zu sichern. In dieser Zeit war die Familie Gjonmarkaj schwach und demoralisiert, und ihre Bedeutung und Anerkennung nahmen ab. Die ganze Region versank immer mehr in Anarchie und Unruhen. Mirdita wurde währenddessen von Kaymakamen, osmanischen Statthaltern, verwaltet, wobei die Autonomie, welche das Gebiet Mirdita seit längerer Zeit genoss, immer stärker abnahm. Im Jahr 1892 wurde Marka Gjoni von der osmanischen Regierung als Kaymakam eingesetzt, was von den Mirditen aber nicht als die Anerkennung des neuen Kapedans akzeptiert wurde.

### Exil und Rückkehr nach Mirdita

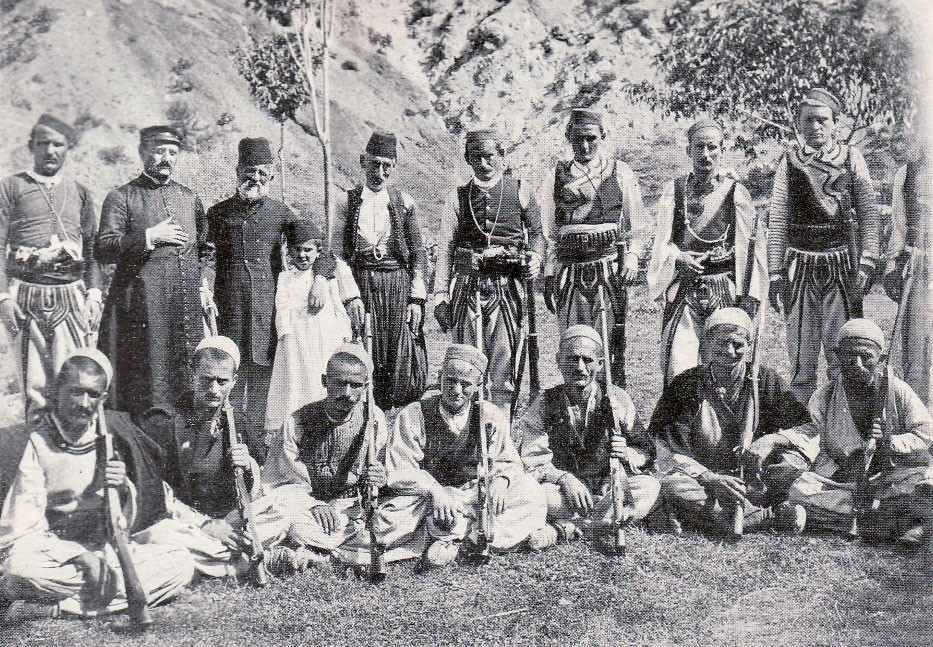
Marka Gjoni als osmanischer Kaymakam von Mirdita, zusammen mit Don Domenico und anderen bewaffneten Stammesangehörigen von Mirdita (1890er Jahre)

Als Kaymakam von Mirdita entschied Marka Gjoni zunehmend eigenständig über die Angelegenheiten Mirditas, was zu Unmut bei den türkischen Herrschern führte. So wurde am 23. Juni 1986 sein jüngerer Bruder Dede Gjoni aus Vergeltung in Qafë-Valmir, einem Dorf in Mirdita, umgebracht. Dieses Ereignis führte zu einer Abwärtsspirale für das Haus Gjonmarkaj. Ein Jahr später wurde dann Marka Gjoni vom Wālī, dem Provinzgouverneur von Shkodra, verhaftet.
Marka Gjoni wurde nach Shëngjin gebracht und von dort auf eine Fähre nach Istanbul verladen. Anschließend wurde er nach Mossul im heutigen Irak gebracht und fünf Jahre lang inhaftiert. Im Jahr 1902 gelang ihm mit Hilfe von französischen Nonnen die Flucht. Gemäß dem Buch seines Enkels Ndue Gjon Marku entkam er dem Exil, indem er sich einer Karawane von Beduinen anschloss und vorgab, auf Pilgerreise nach Mekka zu sein. Nach einigen Wochen änderte er jedoch die Route und reiste zur russischen Grenze, wo er die Grenzwachen davon überzeugte, dass er kein Beduine, sondern ein Flüchtling war. Er reiste nach Odessa in der heutigen Ukraine und kam nach zahlreichen Schwierigkeiten in Kotor an, das damals von Österreich-Ungarn regiert wurde. Die Nachricht seiner Ankunft verbreitete sich schnell nach Wien, woraufhin Zef Curani, ein Angestellter des Ministeriums des Äußeren und Freund von Marka Gjoni, nach Kotor reiste, um ihn zu Gesprächen nach Wien einzuladen. Marka Gjoni reiste jedoch nicht nach Wien, sondern fuhr zusammen mit Zef Curani auf einer österreichischen Fähre nach Durrës und kehrte in die Mirdita zurück. Ein Jahr danach organisierte Marka Gjoni in der Mirdita und Puka, einem nördlich angrenzenden Gebiet, einen Aufstand und sandte dem Wālī von Shkodra sowie den Konsulaten der Großmächte ein Memorandum, in dem er die sofortige Freilassung des vorherigen Stammesführers Prenk Bib Doda verlangte, was jedoch nicht beachtet wurde. Doda durfte erst 1908, nach der jungtürkischen Revolution, in die Mirdita zurückkehren, als Marka Gjoni mit einem erneuten Aufstand drohte.
Nach seiner Rückkehr war Prenk Bib Doda bis zu seinem Tod am 22. März 1919 erneut der Kapedan der Mirditen. Sein Rivale Ded Coku ermordete ihn als Rache für den Mord an seinem Bruder Gjeto Coku, der sich am 7. Oktober 1913 ereignet hatte. Da Prenk Bib Doda keine männliche Nachkommen hatte, ging die Linie der Gjonmarkaj auf Marka Gjoni über. Sein Titel als Kapedan war aber mit großen Widrigkeiten verbunden, da viele Mirditen sich weigerten, ihn anzuerkennen. Gemäß der britischen Anthropologin Edith Durham, die zeitgenössische Berichte über Albanien zu Beginn des 20. Jahrhunderts schrieb, war Marka Gjoni nie eine populäre Figur.

### Die Republik Mirdita
Nachdem Albanien bereits 1913 von den europäischen Mächten als eigenständiges Land anerkannt worden war, verhinderte die fremde Besatzung während des Ersten Weltkriegs, dass die albanische Regierung eine Verwaltungsgewalt im gesamten Gebiet des neuen Staates etablierte konnte. Erst ab 1919 wurde eine international anerkannte Regierung in Albanien mit dem Abzug ausländischer Militärs wiederhergestellt. Diese neue Regierung sah sich mit den Herausforderungen konfrontiert, die mit der Etablierung von Autorität in den nördlichen Berggebieten einhergingen, wo politisch autonome Gemeinschaften während der vorangegangenen osmanischen Ära existiert hatten. Daher erließ im Jahr 1920 der Minister des Inneren Ahmet Zogu, der spätere König Albaniens, eine Anordnung, dass die traditionelle osmanische Regierungsform für Mirdita beibehalten werden solle. Diese Anordnung gewährte der Mirdita Autonomie, während die Bajraktars, die Stammeshäuptlinge, weiterhin die Macht und Kontrolle über ihr Gebiet behielten. Im Gegenzug waren Marka Gjoni und die anderen regionalen Bajraktars verantwortlich für die Aufrechthaltung der Ordnung und die Loyalität zur Regierung.
Diese Anordnung wurde jedoch bereits ein Jahr später, 1921, nicht mehr eingehalten. Die albanische Regierung sah sich einer großen Herausforderung gegenüber, nämlich einer Rebellion unter der Führung von Marka Gjoni gegen die Politik der Zentralregierung. Die Motivation hinter der Rebellion bleibt undurchsichtig. Es ist unklar, ob sie auf Unzufriedenheit mit dem Angebot der Regierung zurückzuführen ist, auf Meinungsverschiedenheiten zwischen Marka Gjoni und der Zentralregierung hinsichtlich der Schließung der albanisch-jugoslawischen Grenze, auf das Versagen der Regierung, ihre Zahlungsversprechungen an Marka Gjoni für seine Dienste in einem speziellen Ausschuss zur Verwaltung des Kanuns in den Bergregion Albaniens zu erfüllen, oder ob sie durch das Drängen der Regierung des benachbarten Jugoslawiens aufgrund eigener geopolitischer Interessen ausgelöst wurde. Es wurde vermutet, dass die jugoslawische Regierung allmonatlich versuchte, von den östlichen Gebieten Albaniens zur Mirdita-Region zu expandieren, um eine strategische Basis zu haben mit dem Ziel, die albanische Küste zu erreichen und später ganz Nordalbanien zu annektieren.
Marka Gjoni rebellierte mit finanzieller Unterstützung aus Belgrad gegen die Regierung Albaniens und erklärte Mirdita als unabhängig. Diese sogenannte „Republik Mirdita“ wurde am 17. Juli 1921 in Prizren ausgerufen. Lediglich Griechenland erkannte sie als eigenständigen Staat an. Die Rebellion entwickelte sich von einem regionalen Aufstand zu einem internationalen Skandal, als der jugoslawische Vertreter im Namen von Marka Gjoni ein Schreiben an den Völkerbund richtete und die Anerkennung der selbstverwalteten Republik von Mirdita forderte. Die Rebellion wurde jedoch schnell von der albanischen Regierung niedergeschlagen und die „Republik Mirdita“ hörte am 20. November 1921 auf zu existieren. Marka Gjoni war der erste und einzige Präsident dieser Republik.
Obwohl es zunächst international Beachtung fand, wurde dies rasch heruntergespielt. Eine Kommission von Vertretern des Völkerbundes reiste in die Mirdita, um die jüngsten Ereignisse zu untersuchen. Die Kommission führte Gespräche mit vier der fünf Häuptlinge, und ihr Bericht kam zu dem Schluss, dass die Möglichkeit einer unabhängigen Regierung unter Marka Gjoni nicht in Betracht gezogen werden könne. Sie stellten fest, dass die Bevölkerung der Mirdita etwa 18.000 Menschen umfasste, von denen nur drei schreiben konnten, wobei Marka Gjoni nicht dazugehörte. Die Kommission war der Ansicht, dass dieser Aufstand nicht unterschätzt werden sollte, aber keine weiteren Aussichten auf Erfolg hätte, sofern äußere Einflüsse nicht eingreifen würden.
Nach der Rebellion wurde die Mirdita unter Belagerungszustand gestellt, und Marka Gjoni und seine Anhänger wurden als Landesverräter betrachtet. Marka Gjoni wurde gezwungen, nach Jugoslawien zu fliehen, konnte jedoch nach einiger Zeit nach Albanien zurückkehren und war bis zu seinem Tod im Jahr 1925 in der Mirdita aktiv. Allerdings wurde er politisch marginalisiert, und seine Einflussnahme in der Region wurde von nationalen Behörden überwacht und kontrolliert.
Nach seinem Tod wurde sein Sohn Gjon Markagjoni (1888–1966) zum nächsten Kapedan der Region Mirdita.